# لوپیرازپام
لوپیرازپام (انگلیسی: Lopirazepam) یک آنالوگ بنزودیازپین کوتاه اثر از نوع پیریدودیازپین (به طور خاص، آنالوگ پیریدودیازپین لورازپام) با خواص ضد اضطراب و خواب آور است. این دارو هرگز به بازار عرضه نشده است.